# Bernardino Nogara
Bernardino Nogara (Bellano, 17 giugno 1870 – Milano, 15 novembre 1958) è stato un banchiere e ingegnere italiano.

## Biografia
Laureatosi a pieni voti in Ingegneria industriale ed elettrotecnica al Politecnico di Milano, fu ingegnere minerario e poi direttore di miniere in Italia, Inghilterra, Bulgaria e nella Turchia ottomana.
Le sue relazioni lo portarono a ricoprire ruoli politici di alto livello tanto che nel 1913 si occupò, tra gli altri, del trattato di Ouchy (Losanna), che pose termine alla guerra libica tra il Regno d'Italia e l'Impero ottomano. Nel 1914, in qualità di delegato italiano, entrò nel Consiglio di Amministrazione del Debito Pubblico Ottomano su indicazione del Presidente del Consiglio Giovanni Giolitti. Nel 1914 negoziò con l'Impero ottomano e il Regno Unito a la concessione di una futura zona d'influenza italiana localizzata nella regione anatolica di Adalia.
Alla fine della prima guerra mondiale entrò nelle Commissioni Economiche e Finanziarie alle Conferenze che stipularono i trattati di pace con l'Austria, l'Ungheria, la Bulgaria, la Turchia e la Germania. Fondamentale fu il ruolo di Nogara alla conferenza di Losanna per la pace con la Turchia (1922-23). Nello stesso tempo partecipò a tutte le conferenze internazionali per le riparazioni dovute dalla Germania in qualità di nazione sconfitta.
In seguito, dal 1924 al 1929, venne inviato dal governo italiano a Berlino quale esperto e fiduciario per l'ipoteca sulle industrie tedesche (trustee for germany mortgage industries) per l'applicazione del Piano Dawes per le riparazioni germaniche di guerra.

### Banchiere della Banca Commerciale Italiana
Le sue relazioni, oltre ad essere estese al mondo politico, si ramificavano anche nel settore bancario in quanto dal 1913 al 1935 fu direttore in Turchia nei Balcani della Società Commerciale d'Oriente (Comor), prima filiale estera della Banca Commerciale Italiana (BCI), aperta a Costantinopoli nel 1903. Ricoprì la carica di amministratore delegato della Comor tra il 26 giugno 1916 e il 13 maggio 1922 insieme a Giuseppe Volpi fino al 1919 e a Pietro Fenoglio nel 1920. Dal 1925 al 1945 Nogara divenne consigliere della BCI.
Durante la seconda guerra mondiale fu anche tesoriere del Comitato di Liberazione Nazionale di Roma. Fondamentale fu l'appoggio che Nogara nel 1944 diede alla prima missione economica italiana inviata dal governo Bonomi II a Washington, missione composta da Quinteri, Raffaele Mattioli e Enrico Cuccia. Nogara presentò la delegazione italiana alla Delegazione apostolica in Washington e alla Banca Morgan Greenfield.
Il 28 giugno 1945 fu nominato vicepresidente della Banca Commerciale Italiana, carica che mantenne sino alla morte (1958).

### Banchiere di Pio XI
Dopo la firma dei Patti Lateranensi (1929), Nogara fu chiamato con motu proprio da papa Pio XI del 7 giugno 1929 a dirigere, quale suo Delegato, l'Amministrazione Speciale della Santa Sede, carica che conservò per 25 anni. L'Amministrazione Speciale della Santa Sede aveva il fine precipuo di gestire i fondi versati dal Governo Italiano alla Santa Sede in esecuzione della Convenzione finanziaria allegata al Trattato del Laterano dell'11 febbraio 1929, ovvero di amministrare i beni mobili propri e quelli ad essa affidati da altri enti della Santa Sede. Infatti l'art. 1 della Convenzione assegnava a titolo di risarcimento della perdita del potere temporale la «somma di 750 milioni di lire e di ulteriori titoli di Stato consolidate al 5 per cento al portatore, per un valore nominale di un miliardo di lire».
Secondo alcuni Nogara avrebbe posto al Pontefice la condizione di potere esercitare le sue funzioni senza interferenze e limiti di ordine morale e politico. Di tale condizione non esiste tuttavia alcuna prova documentale, né alcuna testimonianza orale. Invece nell'archivio Nogara esistono le copie di tre appunti presentati da Nogara a Pio XI ove si delineano le linee ispiratrici della futura Amministrazione Speciale: nessuna richiesta di libertà da limiti morali e politici risulta da detti documenti. Nel 1935 Nogara propose al Papa una mediazione per risolvere il conflitto etiopico con l'appoggio del Presidente degli Stati Uniti Franklin Delano Roosevelt, e nel 1937, per conto di Pio XI, effettuò un lungo viaggio negli Stati Uniti per studiare l'evoluzione dell'economia americana.
Con chirografo di Pio XII del 27 giugno 1942 venne creato il nuovo Istituto per le Opere di Religione (IOR) dotato di personalità giuridica che assorbì l'antica Amministrazione per le Opere di Religione. La creazione di questo nuovo istituto (IOR) costituirà una realtà disgiunta e parallela rispetto all'Amministrazione Speciale della Santa Sede, alla cui direzione rimase Bernardino Nogara, il quale non avrà nulla a che vedere con questo nuovo organismo finanziario della Santa Sede. Mentre il primo Presidente dell'Istituto per le Opere di Religione fu monsignor Alberto di Jorio, poi insignito della porpora cardinalizia da papa Giovanni XXIII.

### Il salvataggio della Sudameris
Nel 1942 Nogara già Consigliere della Banca francese e italiana per l'America del Sud (Sudameris) con sede a Parigi acquisì per conto della Santa Sede la maggioranza azionaria di questo istituto che perdette così agli occhi degli Alleati anglo-americani il carattere di istituto italiano e quindi suscettibile di sequestro in quanto di proprietà italiana. Questa operazione salvò la Sudameris anche nel 1946-47 dalla nazionalizzazione delle banche preconizzata dal governo francese. Il direttore generale di Sudameris in quell'epoca era Giovanni Malagodi trasferitosi a Buenos Aires.
Nel 1955 Nogara all'età di 85 si ritirò a vivere a Milano dove si spense il 15 novembre 1958. Papa Giovanni XXIII il 3 novembre (fu uno dei primi atti del suo pontificato) concesse a Nogara la decorazione di Cavaliere di Gran Croce dell'Ordine Piano, la più alta onorificenza pontificia per un laico.